# Dirigent (musik)
 For alternative betydninger, se Dirigent. (Se også artikler, som begynder med Dirigent)
En dirigent er en person, der ved hjælp af mimik og gestik leder en musikalsk opførelse. En dirigent, der selv spiller med og leder ensemblet fra sin aktive plads, betegnes ofte som kapelmester eller orkesterleder.
Dirigenten har en meget væsentlig rolle i forhold til de valg, der tages rent kunstnerisk: tempo, frasering o.l. Især i klassisk europæisk kompositionsmusik regnes dirigenten for en selvstændig musiker på linje med solisterne.

## Dirigentens rolle
Dirigentens opgave er at formidle og fortolke musikken. I mange sammenhænge fungerer dirigenten også som indstuderingsleder og sikrer, at alle medvirkende spiller eller synger noderne uden fejl samt sørger for at musikerne har en fælles forståelse af, hvordan musikken skal udføres.